# حامز (اسم)
حامز هو اسم علم مذكر من أصل عربي، ومعناه هو الظريف، خفيف الروح، الحامض اللاذع، الصلب الشديد.

## وصلات خارجية
- موسوعة السلطان قابوس لأسماء العرب نسخة محفوظة 5 أبريل 2019 على موقع واي باك مشين.